# Roc de Caminal
El Roc de Caminal és una roca i una cinglera del terme municipal de Conca de Dalt, a l'antic terme d'Hortoneda de la Conca, al Pallars Jussà, en territori de l'antic poble de Perauba.
Es troba a l'esquerra de la llau de Perauba, al vessant oriental del Montpedrós, al nord del Roc de Sant Cristòfol.